# Ramsmora

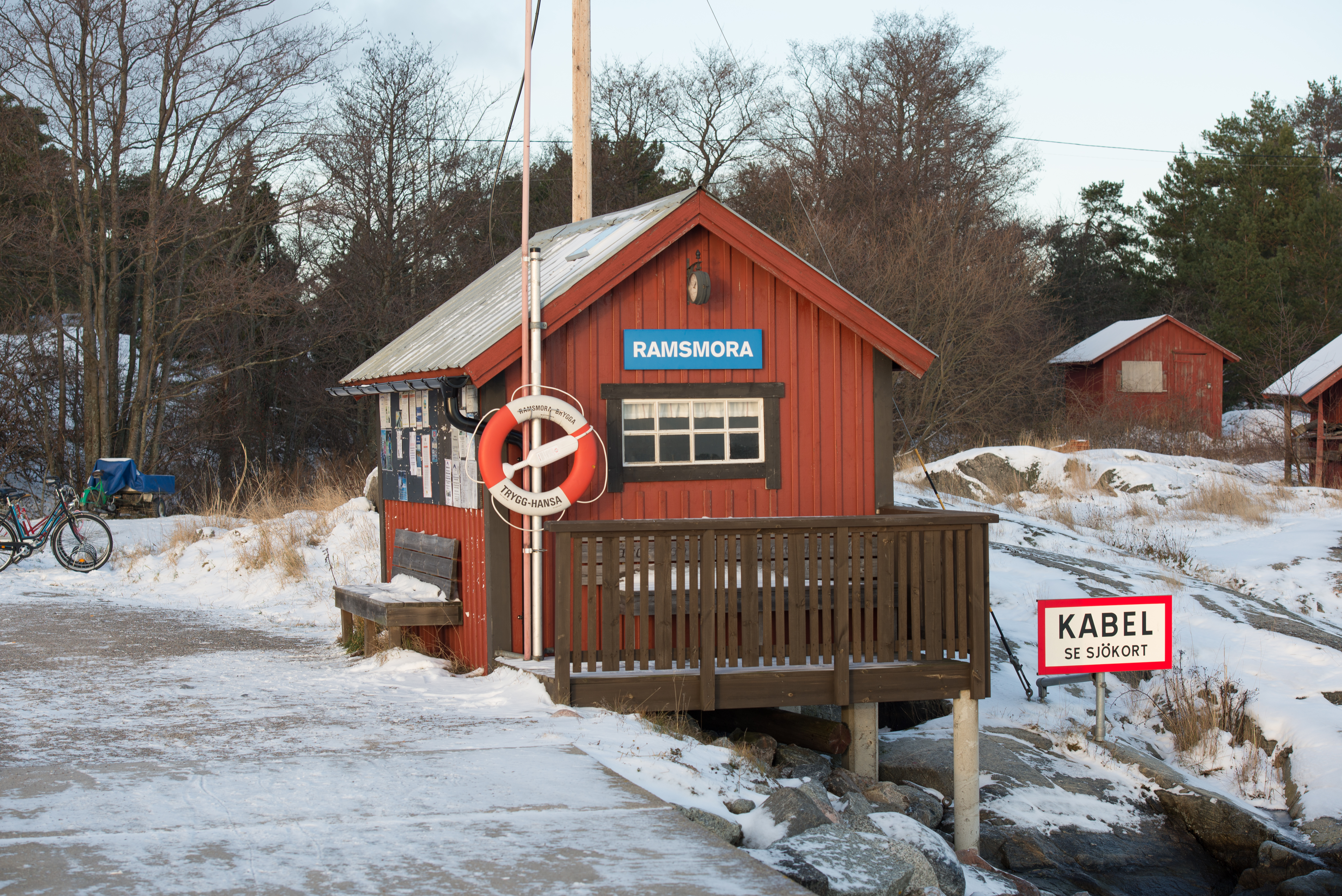
Ramsmora på Möja.

Ramsmora heter flera orter i Stockholms skärgård bland annat.
- Ramsmora på Möja[1]
- Ramsmora på Ljusterö, där ett gammalt varv omvandlats till en musikscen där bland annat Kungliga Hovkapellet och Kungliga Operan framträtt [2][3]